# Charles H. Joffe
Charles H. Joffe (16. července 1929 Brooklyn – 9. července 2008 Los Angeles) byl americký filmový producent. Čtyřicet let spolupracoval s režisérem Woodym Allenem, a to od filmu Seber prachy a zmiz (1969) po Užívej si, co to jde (2009), ať už jako producent, nebo vedoucí producent. Za Allenův film Annie Hallová (1977) získal Oscara. Od roku 1968 až do jeho smrti byla jeho manželkou Carol Joffe, která se jako dekorátorka scény rovněž podílela na několika Allenových filmech. Joffe zemřel po dlouhé nemoci týden před svými 79. narozeninami.